# Loch Affric
Loch Affric es un lago de agua dulce situado en el Glen Affric, en el área administrativa de Highland, Escocia. Se encuentra aproximadamente a 25 mi (40,2 km) al suroeste de Beauly. El lago se ubica dentro de una reserva natural nacional conocida por albergar diversas especies raras. También es popular para la pesca de truchas. En mayo se celebra anualmente un duatlón en sus orillas, y el lago ha sido escenario de numerosas películas.

## Geografía
El Loch Affric es uno de los dos grandes lagos dentro del Glen Affric, situado más arriba en el valle al suroeste del Loch Beinn a' Mheadhoin. El río Affric es tanto la principal entrada como salida de ambos lagos.
Varios lagos pequeños rodean el Loch Affric. En el extremo suroeste se encuentra el Loch Coulavie, al pie de An Tudair Beag, a una altitud ligeramente mayor. También en ese extremo, el río Affric fluye hacia el pequeño Loch na Camaig. En el extremo noreste, el Loch Pollan Fearna drena hacia el Loch Affric.
Gran parte del entorno del lago es montañoso. Al norte se encuentran el Sgùrr na Lapaich (3523,6 pies) y el An Tudair (3399,0 pies), picos secundarios (Munro Tops) del Mam Sodhail. Al sur están los Corbetts Aonach Shasuinn (2913,4 pies) y Carn a' Choire Ghairbh (2837,9 pies).

## Flora y fauna

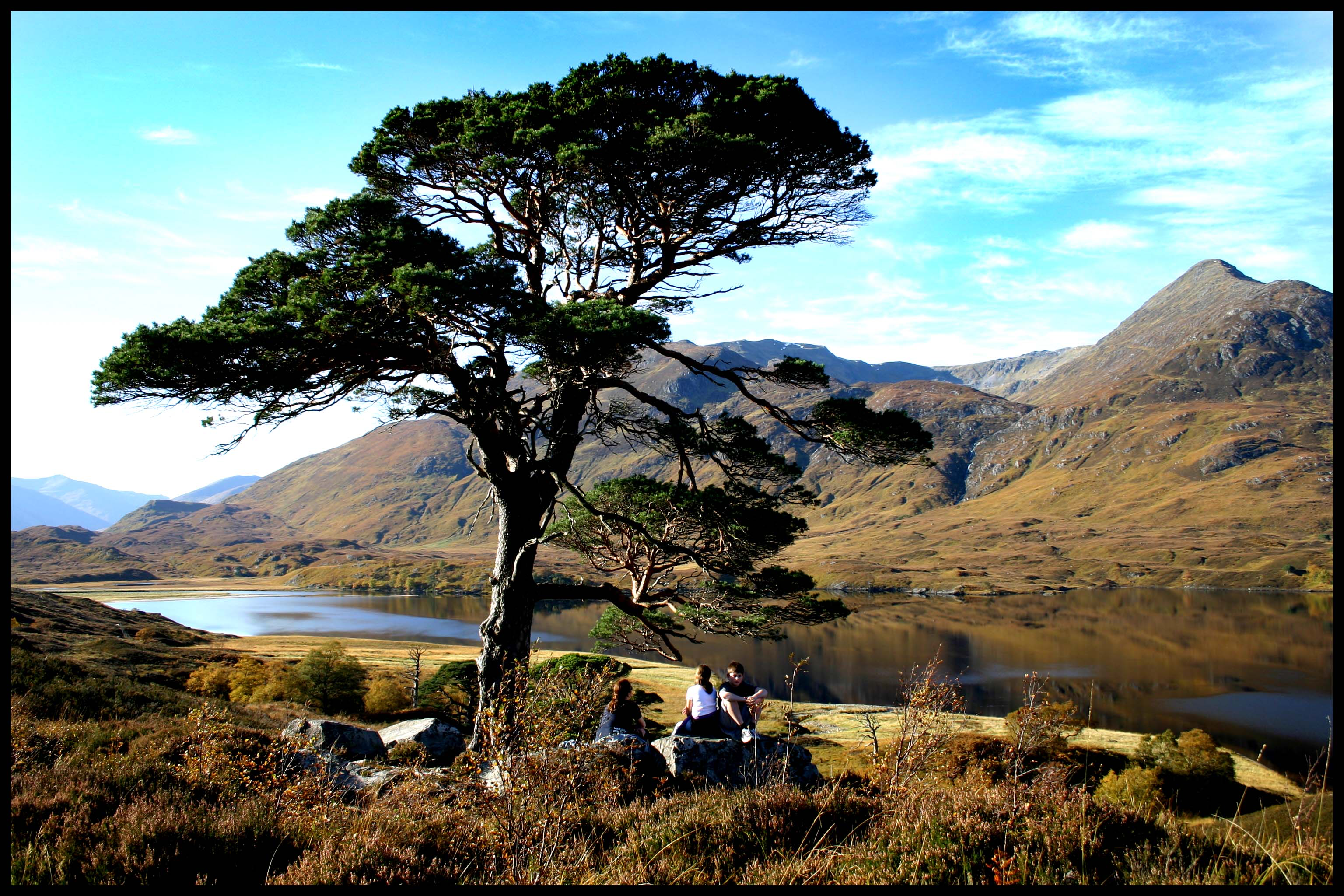
Loch Affric

El lago se encuentra dentro de la reserva natural nacional de Glen Affric. Las orillas del lago están cubiertas de bosques con una mezcla de pino silvestre, abedul plateado y otros tipos de pinos. Entre la fauna rara que habita en la reserva se encuentran la garduña europea, el gato montés escocés, la nutria europea, la ardilla roja y el águila real. También se encuentra una población importante del piquituerto escocés en los pinares de las orillas del lago. Entre las libélulas raras que pueden verse frecuentemente están la esmeralda azul, la esmeralda vellosa, la esmeralda brillante, la esmeralda del norte y la libélula cara blanca.
El Loch Affric es hábitat de trucha común, con capturas reportadas de un peso promedio de 200 gramos y ejemplares de hasta 2,3 kg. Durante una temporada promedio se capturan unas 1.000 truchas. La pesca está restringida al uso de embarcaciones y con permiso controlado por la cercana Glen Affric Lodge.

## Desarrollo hidroeléctrico
En 1929 se propuso la construcción de una presa hidroeléctrica en el Loch Affric por parte de la compañía Grampian Electricity Supply. Sin embargo, debido a la oposición pública surgida tras algunos proyectos desarrollados en la década anterior en Perthshire, se modificaron los planes iniciales. En lugar de represar el Loch Affric, se decidió construir la presa en el vecino Loch Benevean en la década de 1940, lo que supuso solo una subida del nivel de 25 pies (7,6 m) y la pérdida de una única vivienda. La construcción se estima que generó unos 2.000 empleos.

## Cine
El Loch Affric ha sido utilizado como localización para varias películas de Hollywood. Entre ellas se encuentran Victoria & Abdul (2017), Detective Pikachu (2019), Dog Soldiers (2002) y Valhalla Rising (2009).